# Aldo Fantoni
Aldo Fantoni (Bergamo, 10 maggio 1960) è un ex maratoneta italiano.

## Biografia
Stabilì il record italiano juniores sui 10000 m, il 22 aprile 1978 a Brescia, con un tempo di 30'31"6. Il 17 giugno 1978 vince invece una medaglia d'argento ai campionati italiani juniores. Il 2 settembre 1984 a Bari vince una medaglia di bronzo nel campionato italiano di maratonina, che all'epoca si correva sulla distanza dei 30 km.
Nel 1985, dopo aver vinto l'anno precedente con il tempo di 2h13'35" (all'epoca undicesima miglior prestazione italiana di sempre sulla distanza) la maratona di Cesano Boscone, in squadra con Gelindo Bordin, Osvaldo Faustini e Loris Pimazzoni vince la medaglia di bronzo a squadre nella Coppa Europa di maratona, tenutasi a Roma; nell'occasione, chiude la gara con un piazzamento individuale in tredicesima posizione. Nello stesso anno ha partecipato alla Coppa del mondo di maratona di Hiroshima, piazzandosi al quindicesimo posto con il tempo di 2h12'09", suo primato personale in maratona. Nello stesso anno conquista anche un quarto posto ai campionati italiani di 25 km corsi a Mariano Comense.
Nel 1987 partecipa alla Coppa del mondo di maratona a Seul, piazzandosi al diciassettesimo posto nella maratona con il tempo di 2h14'54" e vincendo la medaglia d'oro a squadre. Ha abbandonato la carriera agonistica nel 1991.

## Record nazionali
Juniores
10 000 metri piani - 30'31"6 ( Brescia, 22 aprile 1978)

## Campionati nazionali
1977
- Argento ai campionati italiani allievi, staffetta 4 × 1500 m - 16'35"2 (in squadra con Pierangelo Testa, Marcello Rapis e Franco Dolci)

1978
- Argento ai campionati italiani juniores di maratonina, 20 km - 1h03'02"
- Argento ai campionati italiani juniores, 10000 m piani

1982
- 47º ai campionati italiani di maratona - 2h30'11"
- 8º ai campionati italiani assoluti, 10000 m piani - 30'01"16

1983
- 17º ai campionati italiani di maratona - 2h20'45"
- 18º ai campionati italiani di maratonina, 30 km - 1h42'17"

1984
- Bronzo ai campionati italiani di maratonina, 30 km - 1h42'10"
- 7º ai campionati italiani assoluti, 10000 m piani - 29'17"95

1985
- 4º ai campionati italiani di maratonina, 25 km - 1h16'31"
- 10º ai campionati italiani assoluti, 10000 m piani - 29'44"49
- 14º ai campionati italiani di corsa campestre

1986
- 12º ai campionati italiani di maratonina - 1h07'42"

1989
- 18º ai campionati italiani di maratonina - 1h05'45"

## Altre competizioni internazionali
1978
- 8º alla Cinque Mulini ( San Vittore Olona), gara juniores - 25'16"9
- Bronzo al Cross dell'Altopiano ( Clusone), gara juniores
- 13º al Cross di Volpiano ( Volpiano), gara juniores - 22'09"6

1981
- Oro alla Maratona di Brescia ( Brescia) - 2h19'12"[8]

1982
- Oro alla Maratona di Roncadelle ( Roncadelle) - 2h17'34"[8]
- 13º alla Stramilano ( Milano) - 1h04'52"
- Oro al Trofeo Normanni ( San Pellegrino Terme)
- 15º al Cross dell'Altopiano ( Clusone) - 32'54"

1983
- 17º alla Maratona di Roma ( Roma) - 2h20'45"
- Argento alla Maratona di Cesano Boscone ( Cesano Boscone) - 2h18'46"
- 8º alla Stramilano ( Milano) - 1h05'49"
- Oro alla Mezza maratona di Brescia ( Brescia)
- Oro al Trofeo Alberto Zanni ( Vertova)[9]
- 27º al Cross dell'Altopiano ( Clusone) - 38'15"

1984
- Oro alla Maratona di Cesano Boscone ( Cesano Boscone) - 2h13'35"[8][10]
- Bronzo alla Esagonale Corsa su Strada ( Soletta), 25 km - 1h16'46"
- 14º alla Stramilano ( Milano) - 1h08'51"
- Oro alla mezza maratona di Brescia ( Brescia) - 1h04'11"
- Bronzo al Circuito di Voltaggio ( Voltaggio), 14,6 km - 44'46"
- 4° alla Dieci miglia del Garda ( Navazzo), 11,5 km - 35'04"[11]
- 14º alla Scarpa d'oro	( Vigevano), 7,5 km - 26'15"
- 12º al Cross dell'Altopiano ( Clusone)

1985
- Bronzo alla Roma-Ostia ( Roma) - 1h27'46"
- Argento al GP Villa Lucci ( Leonessa), 17,9 km - 53'51"
- Argento al Giro podistico internazionale di Pettinengo[12] ( Pettinengo), 15 km

1986
- 7º alla Maratona di Cesano Boscone ( Cesano Boscone) - 2h17'42"
- Argento alla Maratonina di Vigarano Mainarda ( Vigarano Mainarda), 21,4 km - 1h07'08"
- 12º alla Mezza maratona di Leonessa ( Leonessa) - 1h07'42"
- 12º al Giro podistico internazionale di Castelbuono[13] - 35'45"
- 12º alla Corrida San Geminiano ( Modena), 13,1 km
- 5º a La Caminaa ( Navazzo di Gargnano), 11,25 km - 35'00"

1987
- 26º alla Maratona di Bologna ( Bologna) - 2h26'55"
- Argento alla Maratonina di Primavera ( Vigarano Mainarda), 21,4 km - 1h06'40"
- 4º alla Lugano Half Marathon ( Lugano) - 1h04'36"[14]
- 7º alla Mezza maratona di Monza ( Monza) - 1h05'39"
- 16º alla City-Pier-City Loop Half Marathon ( L'Aia) - 1h06'29"
- Argento al GP Villa Lucci ( Leonessa), 17,9 km - 53'51"
- 6º al Grand Prix Besozzese ( Besozzo), 11,2 km - 32'59"
- 6º al Cross dell'Altopiano ( Clusone)

1988
- Oro alla Maratona del Giro del Lago di Varese ( Varese) - 2h26'01"[8][15]
- 9º alla Mezza maratona di Mantova ( Mantova) - 1h08'17"
- Oro alla Cronocoppie di Bellusco ( Bellusco) (in squadra con Vito Cornolti)

1989
- 13º alla Mezza maratona di Monza ( Monza) - 1h05'39"
- 18º alla Mezza maratona di Lucca ( Lucca) - 1h05'45"
- 6º alla Mezza maratona di Gualtieri ( Gualtieri) - 1h07'00"
- 9º al Circuito di Molinella ( Molinella), 10 km - 29'21"

1990
- 9º alla Rimini-San Marino ( San Marino), 25 km - 1h32'43"
- 6º al Giro delle Piazze ( Brescia), 11 km - 33'35"
- 4º al Trofeo CAS ( Seveso), 10 km - 31'52"